# Le Villejuif Underground
Le Villejuif Underground est un groupe de rock indépendant et d'electropop français, originaire de Villejuif, dans le Val-de-Marne. Le groupe est formé en 2016, il sort plusieurs albums.

## Biographie
Le Villejuif Underground est formé en décembre 2016 à Villejuif, dans le Val-de-Marne, et composé de l’Australien Nathan Roche, et de trois musiciens français, anciens de Geto Tropic,,,,. Selon Les Inrockuptibles, « La légende racontait alors que Nathan, après avoir écumé de nombreux squats s’était retrouvé à dormir dans une cabane au fond du jardin « grand comme un terrain de foot » de la maison de Villejuif qu’il partageait alors avec ses comparses français. Après un passage à Rock-en-Seine, et une tournée « absurde » en Chine « aux côtés des TOP 40 pop stars chinoises« , pas étonnant que le VU ait vite été intronisé groupe cool et déglingué qui allait sauver le rock français ».
Le groupe sort un premier album, éponyme, la même année de sa formation, au label SDZ Records. Quelques mois à peine après ce premier album, le groupe signe avec le label Born Bad Records, sortant ainsi un premier EP, baptisé Heavy Black Matters, en décembre 2017.
Le 1er février 2019, le groupe fait son retour avec un deuxième album, When Will the Flies in Deauville Drop?, toujours au label Born Bad. Puis ils entament une tournée de quelques jours en France et en Italie, et joue notamment le 13 décembre 2018 à la Bellevilloise aux côtés des Bryan's Magic Tears.

## Style musical
Le groupe est très influencé par le rock de Velvet Underground, mais a ajouté des touches garage, pop, country, disco et electro.

## Membres
- Nathan Roche — guitare, chant
- Thomas Schlaefflin — batterie, guitare
- Adam Karakos — basse
- Antonio Beltran — claviers, piano
- Paul Ramon — batterie (depuis 2019)

## Discographie

### Albums studio
- 2016 : Le Villejuif Underground  (SDZ Records)
- 2018 : When Will the Flies in Deauville Drop ? (Born Bad Records)

### Compilations
- 2015 : Le Villejuif Underground - Live : Pastiche 51 (Glenlivet-A-Gogh)

### EP et singles
- 2015 : Incoherent Vice Magazine (Glenlivet-A-Gogh)
- 2015 : Basement crêpes (Glenlivet-A-Gogh)
- 2016 : Heavy Black Matter (Born Bad Records)
- 2020 : Ghost of the Water/Les Huîtres à Cancale (single, Ltd) (Born Bad Records)